# スミレ

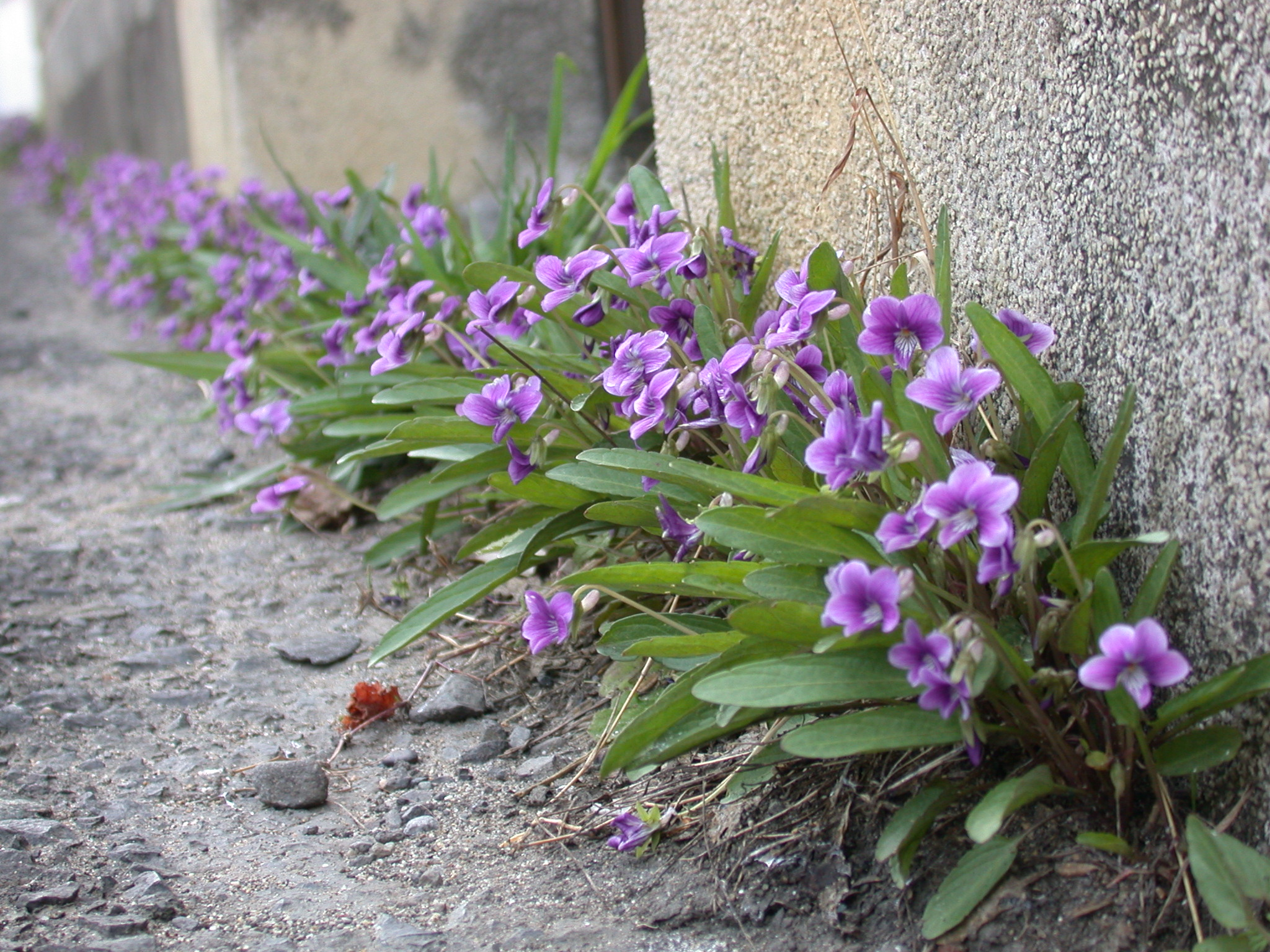
道路縁に群生。

スミレ（菫）は、スミレ科スミレ属の植物の総称であるが、狭義には、Viola mandshurica という種の和名である。
ここでは種としてのスミレを記す。なお、類似種や近縁種も多く、一般にはそれらを区別せずにスミレと総称していることが多い。それらについても下記を参照されたい。「人間との関わり」「詩歌に詠われたスミレ」「象徴」「日本のスミレ」については、スミレ属を参照されたい。

## 名称
「スミレ」の名はその花の形状が墨入れ（墨壺）を思わせることによる、という説を牧野富太郎が唱え、牧野の著名さもあって広く一般に流布しているが、定説とは言えない。
学名の種小名 mandshurica は「満州の」という意味である。和名である「スミレ」は、このままだと属名や科名、さらには目名と紛らわしいので、スミレ愛好家は特に本種を指す場合、この名に由来するマンジュリカで呼ぶことがある。
別名、ケナシスミレ、キンモンスミレ、オオバナスミレ、スモウトリバナともよばれる。中国植物名は、東北堇菜。

## 分布
北海道から屋久島までの日本列島に広く見られる。国外では朝鮮、中国からウスリーに及ぶ。日当たりのよい土手や野原、道路や山道沿いなどに自生する。平地に普通で、山間部の道ばたから都会まで、都会ではコンクリートのひび割れ等からも顔を出す。

## 特徴
種名としてのスミレ（Viola mandshurica）は、道ばたで春に花を咲かせる野草である。日本の数あるスミレのなかまの代表格としても知られる。深い紫（菫色）の花を咲かせる。
多年草。草丈は10センチメートル (cm) 前後になる。地下茎は太くて短く、多数の葉を根出状に出す。葉は根際から出て直立し、少し長めの葉柄には翼があり、少しやじり形っぽい先の丸い葉をつける。スミレの仲間には、地上に茎が立ち上がるものと、地上茎がなくて葉がすべて根元から出るものがあるが、本種は後者である。
花期は春。葉よりも高く伸び出た花柄の先に、濃い紫色の花が1個咲く。花は蝶形をした独特の形で、ラッパのような形の花を横向きかやや斜め下向きにつける。5枚の花びらは大きさが同じでなく、下側の1枚が大きいので、花の形は左右対称になる。後方の突起物であるラッパの管に当たる部分は、大きい花弁の奥が隆起したもので距（きょ）といい、その中に花蜜を貯めている。花茎は根際から出て、やや立ち上がり、てっぺんで下を向いて花のラッパの管の中程に上側から付く。花には閉鎖花も混じり、虫の助けを借りずに自家受粉して果実をつくる。果実は蒴果で、はじめ下を向いているが熟すと上を向いて3つに裂開して、30 - 50個の褐色の種子が露出する。種子の長さは1.8ミリメートル (mm) ほどの倒卵形で、へそ側が尖り種枕がある。種子の端に、アリが好む脂肪の塊（エライオソーム）をつけていて、種子ごとアリが巣に持ち帰るので生育域を広げることができる。

### 食用
食べられる野草のひとつとして知られ、若芽、若葉、つぼみ、花を利用する。採取適期は暖地が4 - 5月、寒冷地では5 - 6月ごろとされ、若芽や若葉を葉柄ごと摘み取る。葉は灰汁は少なく、軽く茹でて水にとって冷まし、おひたしや和え物、酢の物、細かく刻んで混ぜご飯にした「スミレ飯」にしたり、生のまま天ぷら、汁の実、サラダにする。花の部分はさっと熱湯にくぐらせて酢水で冷まし、酢の物や吸い物の椀ダネ、生のままサラダの彩りや砂糖漬け、寒天寄せ、花酒にする。食味はあくやクセがなく、快い歯触りが楽しめ、花を使うと美しい料理になると評されている。
食用に利用できるのは、本種スミレのほか、タチツボスミレ、オオバキスミレ、スミレサイシン、ノジスミレなどである。ただし他のスミレ科植物、例えばパンジーやニオイスミレなど有毒なものがあるため注意が必要である。

### 薬効
薬効として、利尿、血圧降下の作用があるとされる。

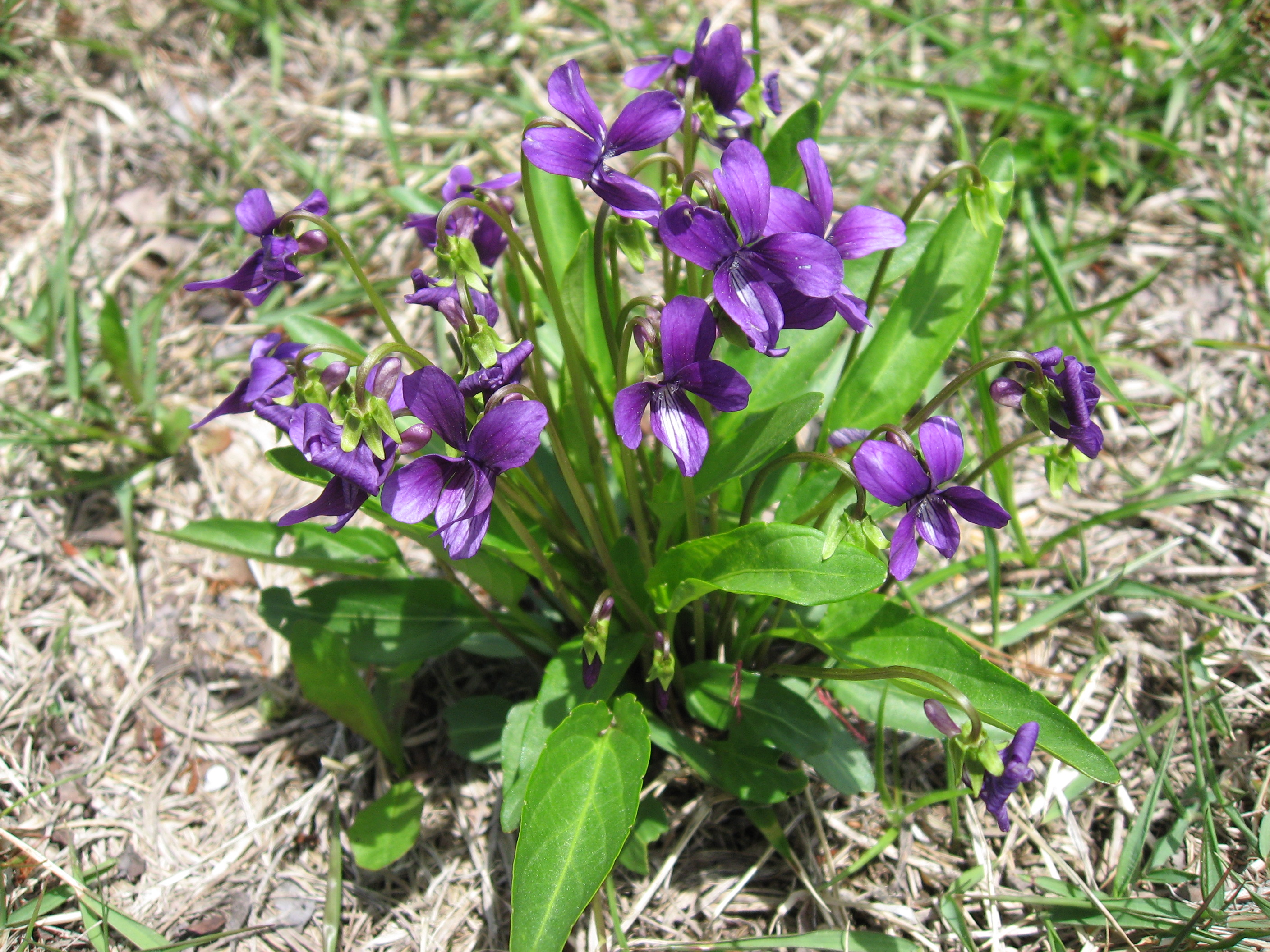
スミレ
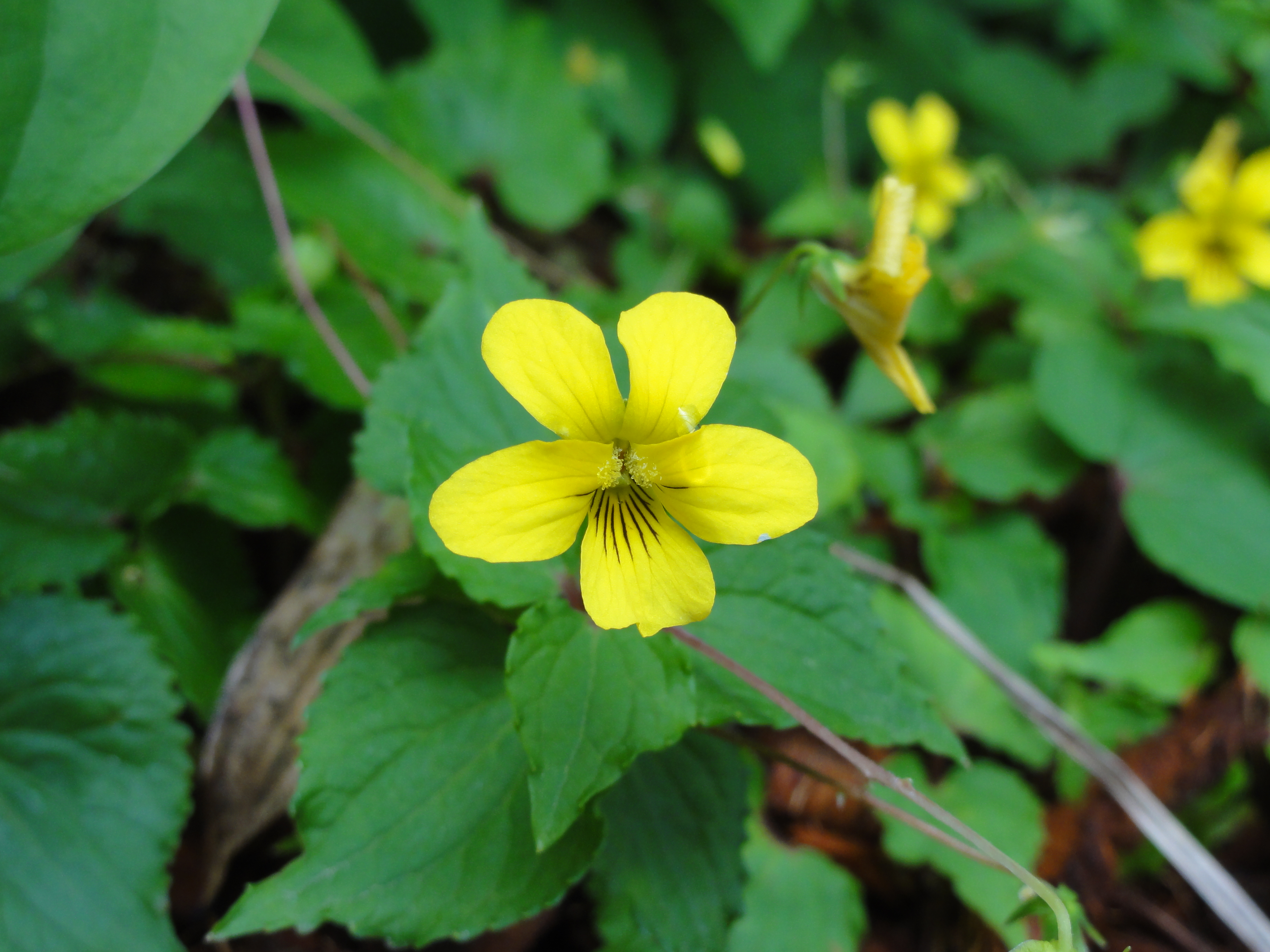
オオバキスミレ
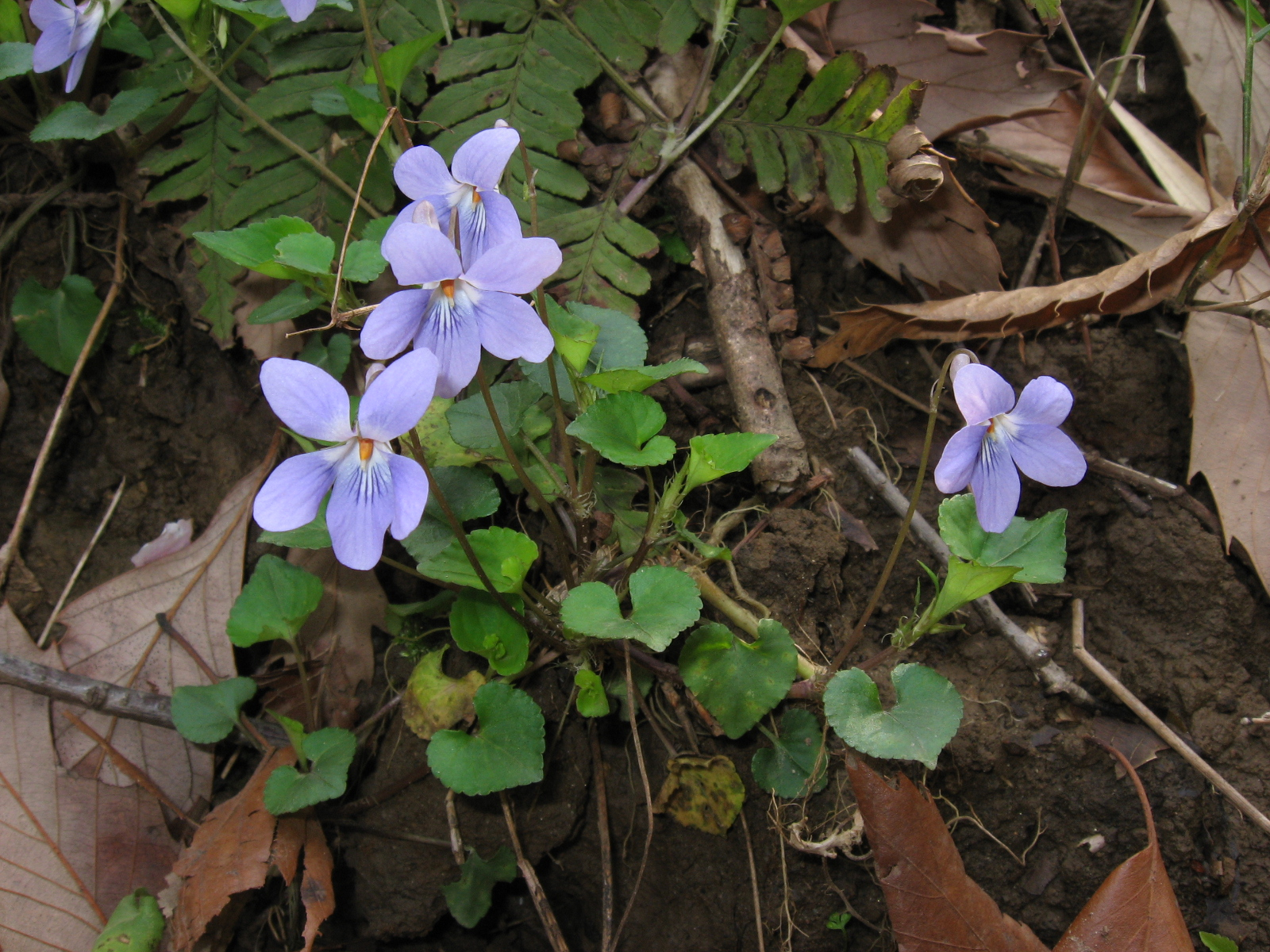
タチツボスミレ
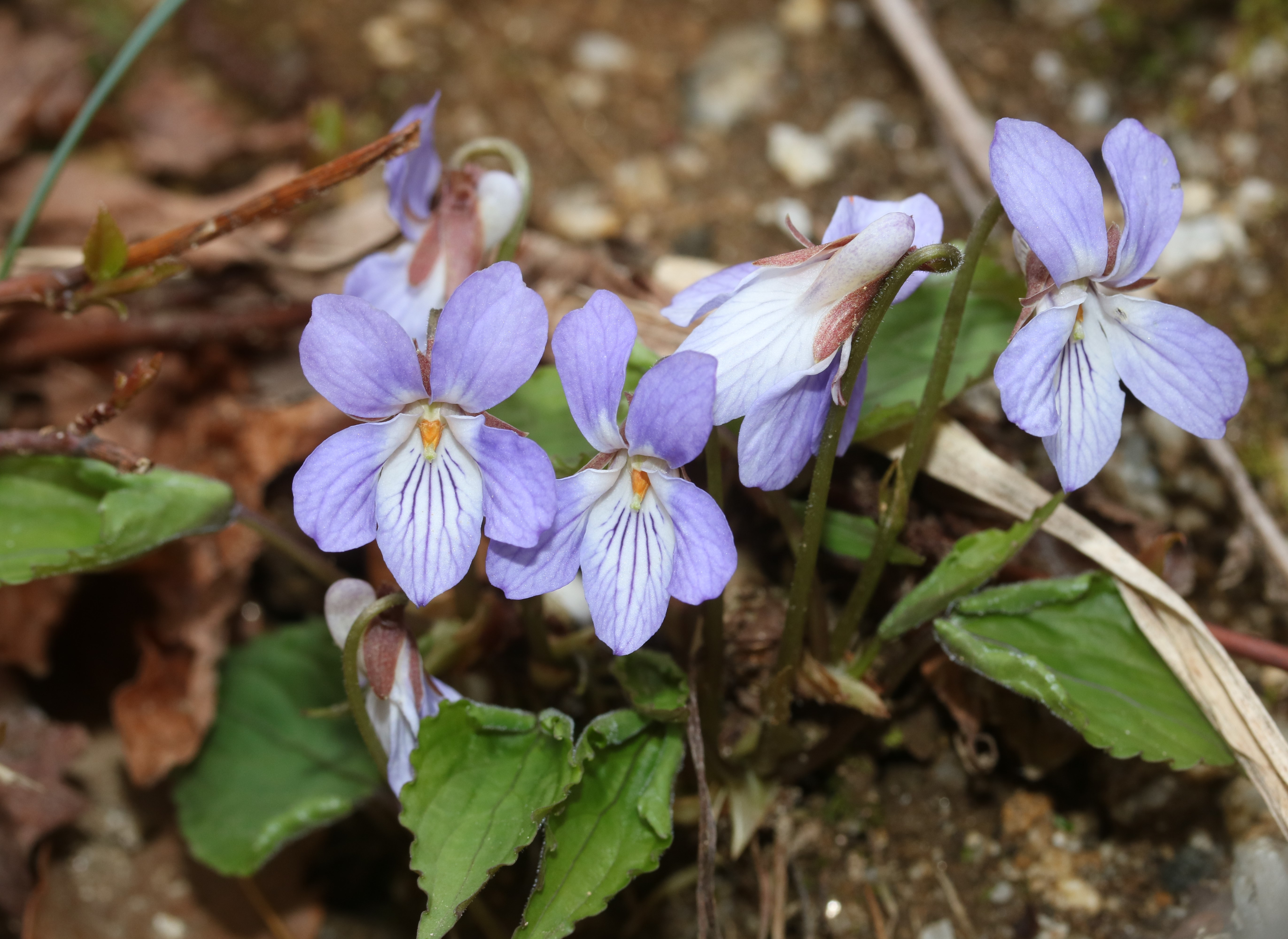
スミレサイシン
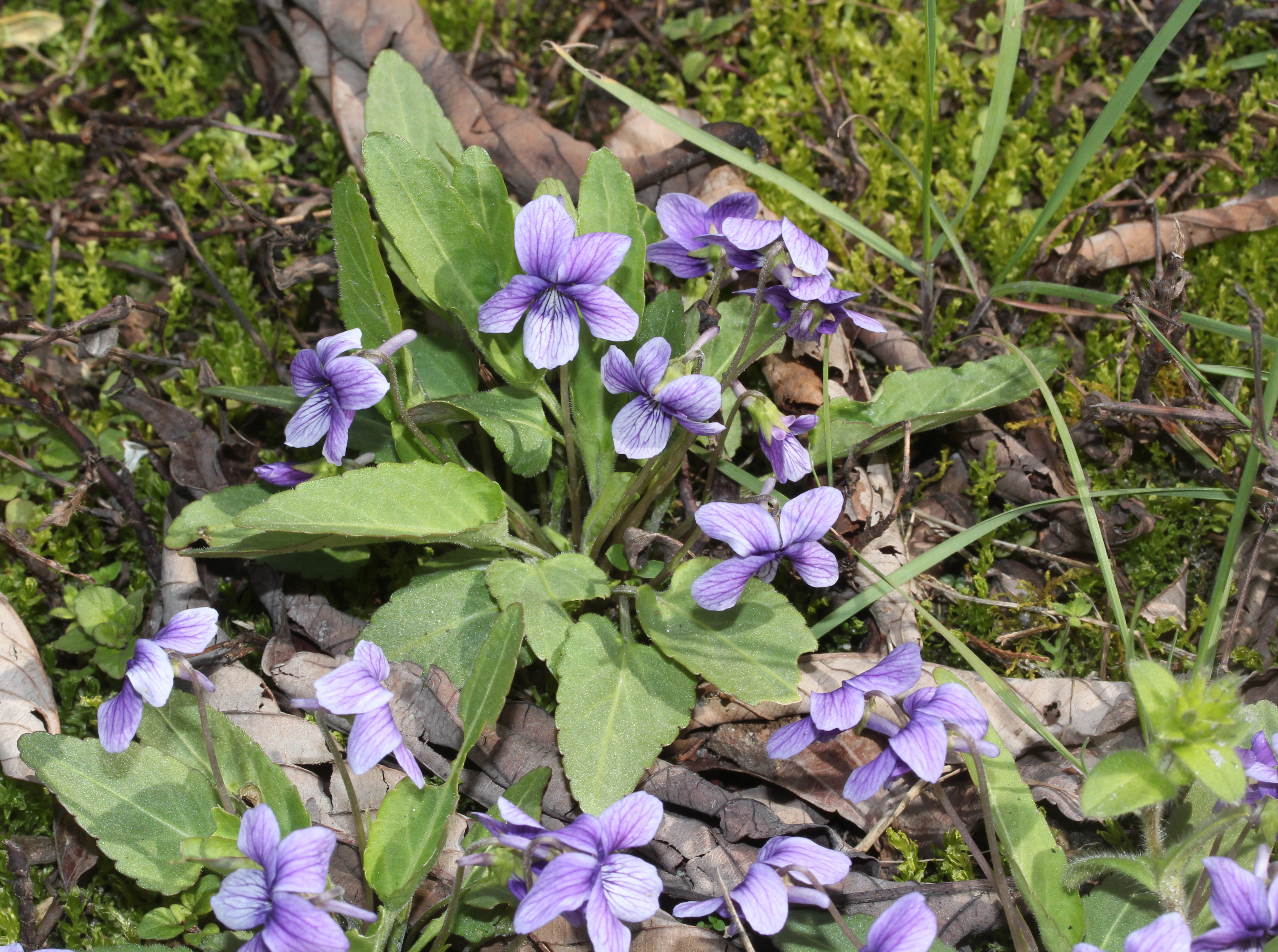
ノジスミレ

### 毒性
- 毒成分: ビオリン、サポニン、ビオラルチン、グリコサイド
- 毒部位: 種子、根茎
- 毒症状: 嘔吐、神経麻痺、心臓麻痺

## 変種
種内の変種としては、以下のようなものがある。
アツバスミレ Viola mandshurica var. triangularis Mizushima
本州中部南岸から九州にわたる海岸に見られるもの。葉は厚くて幅が広く、表面に光沢がある。
アナマスミレ Viola mandshurica var. crassa Tatew.
北海道から本州中部日本海側の海岸型。葉は矛型で細く、厚くて光沢がある。

## 類似種
スミレ属には種類が多い。日本産でスミレに似た姿の種としては以下のようなものがある。いずれも茎は地表にあって太くてごく短く、葉は根出状。また、人里周辺に顔を出すものも多い。
ヒメスミレ Viola confusa Champ. ex Bentham subsp. nagasakiensis (W. Becker) F. Maek. et Hashimoto
人家周辺に多い。全体に一回り小さく、葉は三角形。本州から九州、台湾に分布。
ノジスミレ Viola yedoensis Makino
平地に生育。普通、葉や花茎一面に毛がある。葉はやや長い楕円形っぽい。本州から九州、朝鮮南部、中国に分布。
コスミレ Viola japonica Langsd.
葉は卵形っぽいハート形。北海道南西部から九州、朝鮮南部に分布。
リュウキュウコスミレ Viola pseudo-japonica Nakai
コスミレに似るが、葉はハート形より三角に近い。南西諸島に分布。
アカネスミレ Viola phalacrocarpa Maxim.
サクラスミレ Viola hirtipes S. Moore
花が大きく、葉はハート形。北海道から九州に分布。
ヒカゲスミレ Viola yezoensis Maxim.
姿が似ていて白い花をつけるものに次のような種がある。
アリアケスミレ Viola betonicifolia Smith var. albescens (Nakai) F. Maek. et
形はスミレに似た点が多く、花は白。本州から九州、朝鮮、中国に分布。琉球列島には同種ながらリュウキュウシロスミレ Viola betonicifolia var. oblongo-sagittata (Nakai) F. Maek. et Hashimoto がある。花がより長い柄の先につく。種としては東南アジア一帯にまで分布する。
シロスミレ Viola patrinii DC
上記種は形態的にスミレに近いものであるが、むしろ、同じスミレ属のタチツボスミレ Viola grypoceras var. grypoceras が普通種で、スミレとも混在するため、これがスミレと認識されている場合が多い。こちらの方は、茎が立ち上がるために知っていれば区別は簡単である。ただしこちらにも類似種が多いので、種の同定はやはり簡単ではない。
ニオイスミレ Viola odorata
香水の原材料として使われた（現在は葉のみ）。
三色スミレ Viola tricolor
野生種。別名ワイルドパンジー。ヨーロッパでは薬用にも使われた。シェークスピアの戯曲『夏の夜の夢』の中で、媚薬として登場するのは、この花だと推測されている。
外来種は、パンジーやビオラと呼ばれる園芸種が多い。種としてのスミレは東アジアにしか分布せず外国文学に出てくるスミレは別の種を指す。ヨーロッパではニオイスミレも普通に馴染まれている。

## その他
- 2021年（令和3年）4月13日発売の94円普通切手の意匠である。
- 「菫」という漢字にはトリカブトの意味もある。